# Пустынницы (амфибии)
Пустынницы  (лат. Notaden) — род бесхвостых земноводных из семейства Limnodynastidae. Родовое название происходит от др.-греч. νωτον  — «спина» и др.-греч. αδενος  — «железа». Обитают в центральной и северной Австралии.

## Классификация
На февраль 2023 года в род включают 4 вида:
- Notaden bennettii Günther, 1873 — Крестоносная пустынница
- Notaden melanoscaphus Hosmer, 1962 — Термитная пустынница
- Notaden nichollsi Parker, 1940 — Голубиная пустынница
- Notaden weigeli Shea & Johnston, 1988